# Sønderhald Herred

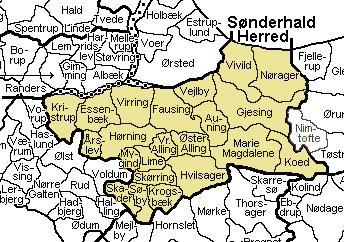
Sønderhald Herred

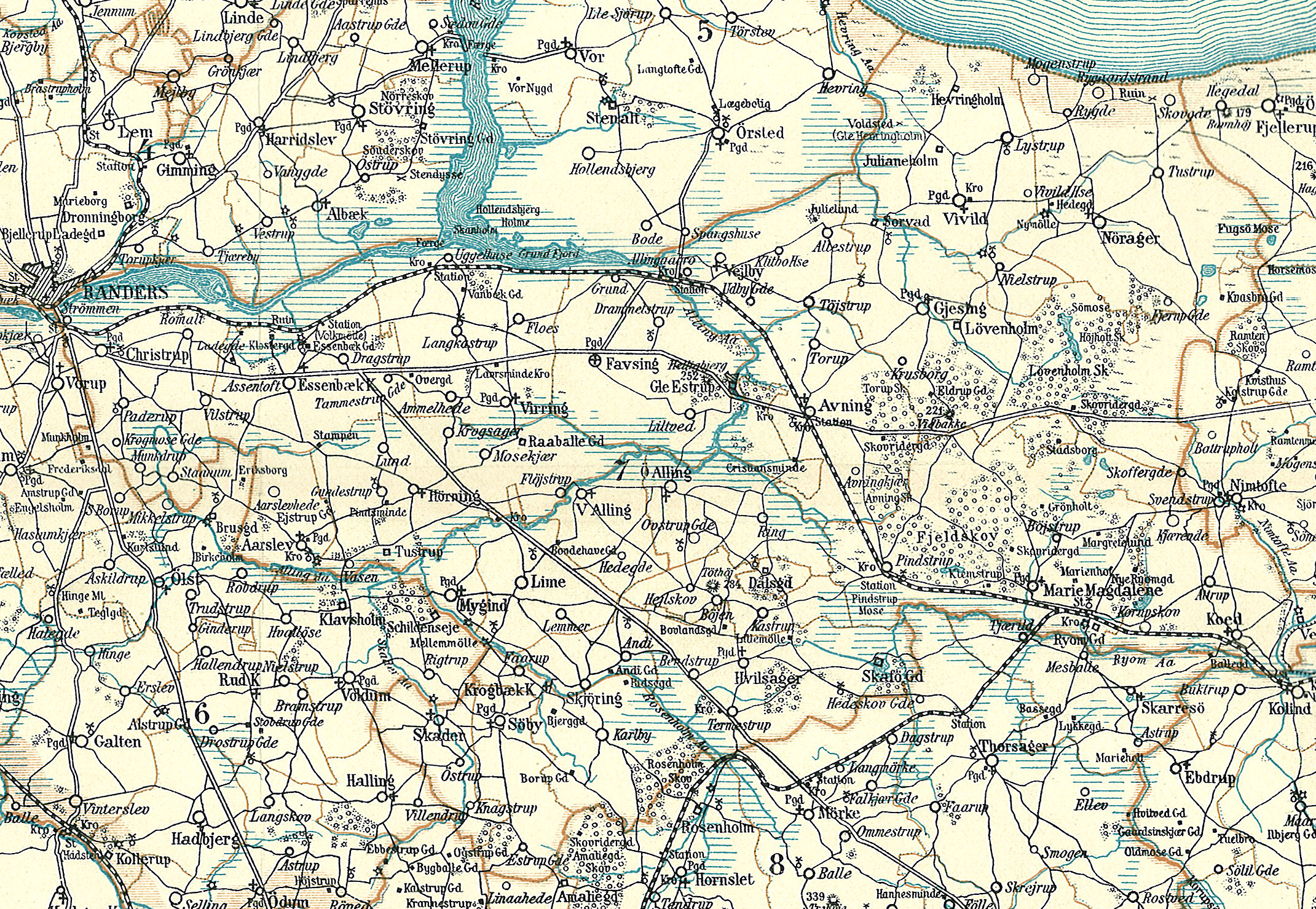
Sønderhald Herred rond 1900

Sønderhald Herred was een herred in het voormalige Randers Amt in Denemarken. In Kong Valdemars Jordebog wordt het vermeld als Hallahæreth. In 1970 werd het gebied deel van de nieuwe provincie Aarhus.

## Parochies
Sønderhald was verreweg de grootste herred in Randers. De herred was oorspronkelijk verdeeld in 22 parochies.
- Auning
- Essenbæk
- Fausing
- Gjesing
- Hvilsager
- Hørning
- Koed
- Kristrup
- Krogsbæk
- Lime
- Marie Magdalene
- Mygind
- Nørager
- Skader
- Skørring
- Søby
- Vejlby
- Vester Alling
- Virring
- Vivild
- Årslev
- Øster Alling